# Leucoencefalomalàcia equina
La leucoencefalomalàcia equina (ELEM per les seues sigles en anglès) és una malaltia del sistema nerviós central que afecta els èquids (cavalls, mules i ases). Generalment s'associa amb l'alimentació de panís florit durant diversos dies a setmanes. Els fongs aïllats més freqüentment són Fusarium moniliforme i F. verticillioides que produeixen tres toxines (fumonisines): la fumonisina B1, B₂ i B₃. La fumonisina B1 i B₂ pareixen tenir una toxicitat similar, mentre que la fumonisina B₃ és molt poc tòxica. Aquesta malaltia apareix arreu del món.

## Origen
La fumonisina s'ha associat tant amb danys al sistema nerviós central com hepàtics. F. proliferatum també s'han vist implicat com un altre agent possible d'aquesta malaltia. La toxina s'ha descrit com la causant de danys a l'endoteli del sistema nerviós central i, en alguns casos, necrosi i vacuolització hepatocel·lular. La incidència de trobar panís infectat amb alguna espècie del gènere Fusarium augmenta després d'un llarg i sec estiu, seguit d'una collita humida. Els brots de la malaltia es solen produir esporàdicament des de finals de tardor fins a principis de primavera.

## Simptomatologia
El diagnòstic clínic és generalment curt, amb l'aparició aguda de signes seguit de mort en poques hores o dies. Els signes clínics associats a la forma neurològica de leucoencefalomalàcia equina en els cavalls són: anorèxia, depressió, ceguesa, histèria, pèrdua de l'equilibri, paràlisi glosofaríngea i dels llavis, atàxia, torneig, hiperestèsia, estupor i convulsions.
Pot produir alternativament una síndrome hepatotóxica: l'aparició de la malaltia pot aparèixer tan aviat com de 5-10 dies després de la ingestió de la mínima dosi, però generalment després dels 14–21 dies, de tant en tant l'aparició pot retardar-se 90 dies o més. I es pot observar: icterícia, edema submandibular, petèquies en la boca, augment dels nivells plasmàtics de bilirubina i enzims hepàtics, sudoració profusa, coma i a vegades convulsions clòniques. Els animals afectats amb freqüència solen avançar a través dels estadis maníacs i depressius de la síndrome dins de les 4-12 hores des de l'aparició i es tornen recurrents i moribunds. També es pot produir la mort sense que s'observen signes clínics.
En les intoxicacions per fumonisines la morbiditat sol ser del 25% i la mortalitat de fins al 100%. Es considera que la dosi mínima que produeix anormalitats neuronals és de 0,2-1,0 mg/kg de pes viu i per dia.
En la forma hepàtica, el fetge pot parèixer normal o menut i ferm. Histològicament, pot haver-hi vacuolització difusa d'hepatòcits, degeneració greixosa, necrosi centrilobular amb infiltrat de cèl·lules inflamatòries, proliferació de conductes biliars, estasi biliar, augment de figures mitòtiques dins dels hepatòcits o fibrosi periportal.
No obstant això, no tots els èquids desenvolupen la malaltia i no tots tenien una leucencefalomalàcia clàssica, alguns presenten l'hepàtica. Existeixen factors importants en el desenvolupament i l'expressió de la malaltia després de l'exposició oral també està la durada de l'exposició, el nivell de contaminació dietètica, la susceptibilitat individual i l'exposició prèvia a fumonisines.

## Anatomia patològica
En una leucoencefalomalàcia equina clàssica hi ha una necrosi liquefactiva de la matèria blanca, principalment al cervell, que sovint és evident com a cavitació o descoloració. Tot i això, no s'observen lesions en tots els casos. Histològicament, la necrosi amb afluència de macròfags (cèl·lules gitter), edema i hemorràgia són els símptomes principals.

## Tractament
No existeix cap tractament específic per a la leucoencefalomalàcia. Quan es constaten els signes clínics, sol ser massa tard en el transcurs de la malaltia. L'eliminació dels pinsos contaminats dels animals susceptibles és molt important. L'evitació de les micotoxines és l'única manera de prevenir la malaltia. Si l'animal actua de manera agitada o delira, la sedació és necessària. La majoria del tractament és simptomàtic. Aquests inclouen protectors gastrointestinals com ara carbó actiu i laxants per ajudar a l'eliminació de la toxina, líquids i dextrosa per a la hidratació i l'energia. Si els signes clínics han avançat cap a la recapacitat, pot ser necessària l'eutanàsia per a evitar sofriment a l'animal.